# Site de compra coletiva
Site de compra coletiva é um tipo de site que oferece produtos e serviços com descontos que podem chegar até a 90% do valor normal de mercado, proporcionando ao vendedor um número maior de negociações em um curto período de tempo.

## Início
Os sites de compra coletiva começaram a ganhar força nos Estados Unidos em 2008. Em 2010, já existiam mais de 200 sites nos Estados Unidos.
Esses sites começaram a atuar no Brasil em 2010, com a empresa estadunidense Groupon com ofertas em São Paulo. Alguns outros sites, como o Clickon, iniciaram suas ofertas com recursos estrangeiros. O site Peixe Urbano foi o primeiro totalmente brasileiro.

## Funcionamento
Uma oferta, seja ela de produtos ou serviços, é colocada no site por um tempo limitado. Qualquer pessoa que esteja cadastrada no site pode realizar a compra e, na maioria das vezes, imprimir um cupom, que tem data de validade e exigências para o uso. Esse cupom dá direito a descontos, mas é necessário que seja apresentado em algum estabelecimento. Por isso, o site de compras coletivas, na maioria das vezes, é um site comum de compras on-line, pois não entregam o produto a domicílio.
No início, as ofertas ficavam nos sites por pouco tempo, geralmente por um dia, exceto em alguns que oferecem promoções de eletrônicos, que poderiam ficar em oferta por três dias ou mais. Dificilmente as ofertas voltavam a acontecer no mesmo site. Isso pode impulsionar os usuários a comprar, tornando-se uma nova forma de vício em compras, uma nova forma de consumir.
Inicialmente, existia a regra de que uma oferta só seria válida quando atingisse um número determinado de compradores, o que não acontece mais, com a oferta passando a valer a partir do momento de sua publicação. Da mesma forma, houve mudança também no prazo em que as ofertas ficavam disponíveis para compra, pois hoje em dia elas podem passar até meses à disposição dos usuários, se estiverem com boas vendas. 

## Agregadores
Para facilitar a visualização das ofertas por parte dos utilizadores de sites de compra coletiva, surgiram os sites agregadores. Um agregador de compras coletivas reúne os principais sites do gênero e disponibiliza todas as informações em um só local. Alguns desses sites permitem ainda que o usuário receba um só email com as ofertas da cidade onde mora.